# Susannah Maidment

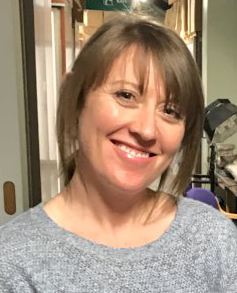
Susannah Maidment im Jahr 2018

Susannah (Susie) Catherine Rose Maidment (* Januar 1981 in Royal Tunbridge Wells, Kent) ist eine britische Wirbeltier-Paläontologin, die am Natural History Museum in London tätig ist.  Sie ist international bekannt für ihre Forschungen zur Evolution der Vogelbeckensaurier und wurde 2016 mit dem Hodson Award der Palaeontological Association sowie 2017 mit dem Lyell Fund der Geological Society of London ausgezeichnet. 2019 wurde sie in der Liste Women of Impact der Zeitschrift National Geographic vorgestellt.

## Leben
Maidment absolvierte ein Geologiestudium am Imperial College London, das sie 2003 mit einem Master of Science abschloss. 2007 wurde sie mit der Dissertation Systematics and phylogeny of Stegosauria (Dinosauria: Ornithischia) über die Systematik der Dinosauriergruppe Stegosauria unter der Leitung von David B. Norman und Paul Upchurch an der University of Cambridge zum Ph.D. promoviert.
Nach einem Aufenthalt als Explorationsgeologin in Vietnam wechselte sie 2009 an das Natural History Museum in London, wo sie zusammen mit Paul M. Barrett als Postdoc an einem vom Natural Environment Research Council (NERC) finanzierten Projekt über die Fortbewegung von Vogelbeckensauriern mitwirkte.
Im Jahr 2012 kehrte sie als wissenschaftlichen Mitarbeiterin an das Imperial College London zurück, bevor sie 2016 als Senior Lecturer an die University of Brighton wechselte. 2018 wurde sie leitende Forscherin am Natural History Museum. Zudem ist sie Honorary Senior Lecturer an der University of Birmingham.
Maidment hat mehr als 70 wissenschaftliche Arbeiten veröffentlicht, die sich hauptsächlich mit der Systematik, Evolution und Paläobiologie der Vogelbeckensaurier befassen. Sie widmete sich intensiv den Stegosauriern und gilt als weltweit führende Forscherin zu dieser Gruppe. Zu ihren Beiträgen gehören eine umfassende Überarbeitung der Systematik der Gruppe, die Beschreibung des portugiesischen Stegosauriergattung Miragaia, die Beschreibung des ältesten bekannten Stegosauriers, Adratiklit, aus dem mittleren Jura Marokkos, des ältesten bekannten Ankylosauriers Spicomellus, ebenfalls aus Marokko, anatomische und systematische Überarbeitungen chinesischer Stegosaurier, und Arbeiten zum postkranialen Skelett und zur Körpermasse von Stegosaurus. Sie veröffentlichte auch mehrere Arbeiten über die Fortbewegung und die Entwicklung der Quadrupedie bei Vogelbeckensauriern.
Im Jahr 2015 gehörte sie zu einem Team, das Nachweise für ursprüngliche Kollagenfasern und Blutzellen in Dinosaurier-Exemplaren aus der Kreidezeit erbrachte. Ihre jüngsten Forschungsarbeiten konzentrierten sich auf die Stratigraphie der Morrison-Formation im Westen der Vereinigten Staaten. Sie war eine der leitenden Wissenschaftlerinnen des Dinosaurier-Ausgrabungsprojekts Mission Jura, das 2019 begann.
Im Jahr 2023 war sie neben Barrett wissenschaftliche Beraterin für die Dokumentarreihe Ein Planet vor unserer Zeit (Prehistoric Planet), die beim Streamingdienst Apple TV+ ausgestrahlt wird.

## Erstbeschreibungen von Susannah Maidment
- Loricatosaurus Maidment, Norman, Barrett & Upchurch, 2008
- Miragaia Mateus, Maidment & Christiansen, 2009
- Adratiklit Maidment, Raven, Ouarhache & Barrett, 2019
- Brighstoneus Lockwood, Martill & Maidment, 2021
- Pendraig Spiekman, Ezcurra, Butler, Fraser & Maidment, 2021
- Spicomellus Maidment, Strachan, Ouarhache, Scheyer, Brown, Fernandez, Johanson, Raven & Barrett, 2021